# سبير مورغان
سبير مورغان (بالإنجليزية: Speer Morgan)‏ (25 يناير 1946)؛ روائي أمريكي.

## الجوائز
- الجوائز الأميركية للكتاب